# Loza de Hellín

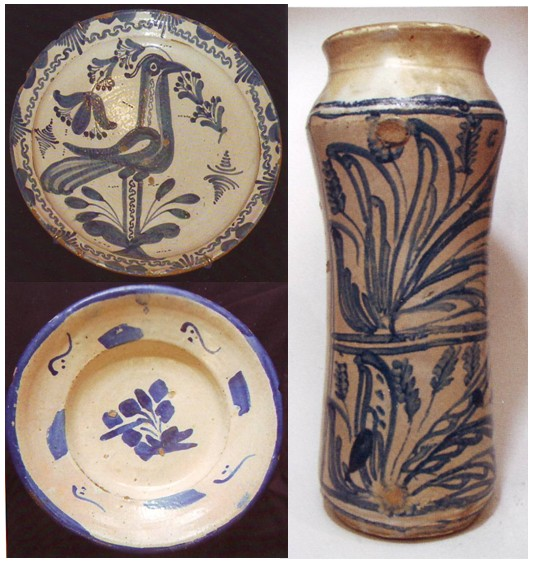
Dos platos y un albarelo de loza azul y blanca de Hellín. Siglos XVIII al XIX.

La loza de Hellín es una loza basta de color blanco y sencilla decoración preferentemente azul. De raíz genuinamente morisca, es hermana de las de Fajalauza, Muel, Talavera y Teruel. Documentada desde mediados del siglo XVII, dejó de fabricarse hacia 1890 cuando fue desplazada por la producción de Manises. 

## Documentación
Las primeras menciones a la loza hellinera son de finales del siglo XX y siempre dentro del capítulo de la alfarería popular en la provincia de Albacete. El trabajo de investigación de partida más concreto lo hizo López Precioso a partir de los fondos de la colección Escandell depositados en el Museo de Albacete.

## Historia
Hellín, localidad perteneciente a la provincia de Albacete, lo fue en la antigüedad del Reino de Murcia. Más tarde todo el término territorial sería encomendado a la Orden de Santiago, permaneciendo en letargo hasta la llegada de los moriscos. que desarrollaron en el valle de Ricote la agricultura, la industria de la seda y la artesanía del barro. La expulsión definitiva de la España de Felipe III de aquel pueblo industrioso, en 1614, devolvió a la indigencia la zona de Hellín, estado que prácticamente se mantuvo hasta la disolución de la mencionada Orden de Santiago y el reparto de sus tierras y bienes.

## Características de la loza hellinera
La loza esmaltada de Hellín está clasificada en cinco grupos básicos:
- Loza blanca
- Loza bicolor (azul y ocre)
- Loza tricolor (azul, ocre y manganeso/morado negruzco)
- Loza blanquiazul
- Loza policromada

De calidad superior a la alfarería primaria y a las piezas vidriadas de su producción, la loza de Hellín más representativa lleva una cubierta blanca (vidriado estannífero a partir del óxido de plomo mezclado con estaño) impermeabilizante conseguida con la primera cocción. Los óxidos de colores para la decoración, previos a la segunda cocción, son el azul de cobalto, el óxido de hierro y el negro de manganeso.
Las arcillas de la zona más usadas provenían de las canteras situadas entre el camino de Pozohondo y el cementerio de Hellín. 
La fecha inicial de la producción se desconoce. La primera referencia es una cruz de azulejos fechada en 1721. Los primeros alfareros documentados fueron Juan de Padilla, Rafael Padilla y su mujer Catalina Pérez (estos dos últimos, autores del pavimento del camarín de la iglesia del Rosario de Hellín).
Las piezas más producidas fueron: fuentes de solero, lebrillos grandes (aquí llamados zafas), platos de vajilla: En menor medida: jarras, especieros, albarelos y alguna bacía.

### Motivos ornamentales
El estilo de las decoraciones tiene claras resonancias de los grandes centros loceros españoles, en especial del foco aragonés de Villafeliche y en menor grado del trabajo de Fajalauza.
Los motivos más habituales son: orlas de hojas, ramilletes, hojas de helecho, flores de cuatro pétalos, hoja trebolada, hojas de palmera y cenefa talaverana; menos abundantes son las zoomorfas, como el águila bicéfala. El ornamento con más personalidad es quizá la colleja, hierba silvestre que crece entre el trigo, comestible y típica de la cocina popular manchega. 

## Decoración urbana
Entre los ejemplos, no muy abundantes, de cerámica con fines arquitectónicos, pueden reseñarse: placas del callejero, algunas lápidas, tejas vidriadas en azul (como las que aún se conservan en la cúpula de la torre de la parroquia de la Asunción de Hellín y en la iglesia mayor de Chinchilla) y como pieza excepcional, una cruz de azulejos fechada en 1721, procedente de una vivienda del barrio de San Roque de Hellín.

## Muestras conservadas
Se conservan ejemplares de los distintos tipos de loza hellinera en las siguientes instituciones y colecciones: Museo de Cerámica González Martí, Museo de cerámica de Chinchilla de Montearagón, Museo Cau Ferrat, Fundación Francisco Godia, Museo de Bellas Artes de Murcia, Museo Arqueológico Municipal de Caravaca, Museo Arqueológico Municipal de Lorca, así como diversos museos parroquiales y colecciones particulares.